# حادثه معدن باب نیزو
حادثه معدن باب نیوز، حادثه‌ای بود که در تاریخ ۳۰ فروردین ۱۳۸۸ در معدن باب نیوز زرند به وقوع پیوست. در این حادثه که به دلیل انفجار گاز متان تجمع کرده در معدن رخ داد ۱۲ تن جان خود را از دست دادند. معدن باب نیزو در ۳۸ کیلومتری جنوب شرقی شهر ستان زرند در استان کرمان قرار دارد.

## بررسی حادثه

#### تشکیل کمیته حقیقت‌یاب
پس از گذشت حدود یک سال و ده ماه از انفجار در معدن باب نیزو در کرمان که دوازده کشته بر جای گذاشت، کمیته تحقیق و تفحص مجلس شورای اسلامی، گزارش خود را دربارهٔ علل وقوع این حادثه اعلام کرد. این کمیته با ریاست علیرضا محجوب، نماینده مجلس، کار خود را در هفدهم آبان سال ۱۳۸۸ آغاز کرده بود.

#### علت حادثه
انفجار گاز متان در عمق ۲۵۰ تا ۳۰۰ متری در معدن «باب نیزو» زرند، موجب مرگ ۱۲ تن از کارگران و کارکنان شرکت خصوصی «دلتا ۱۰۰۰» شد. پیش از آن، در سال ۱۳۸۴ نیز وقوع دو انفجار در این معدن، جان ۱۴ کارگر را گرفته بود. کمیته تحقیق و تفحص مجلس در بخشی از گزارش خود دربارهٔ حادثه معدن باب نیزو، با اشاره به سیستم آسانسور این معدن اعلام کرد که ایمنی کارگران در حداقل بوده و با کوچک‌ترین مشکل در سیستم آسانسور، امکان سقوط آنان به قعر چاه بسیار بالا می‌رود.

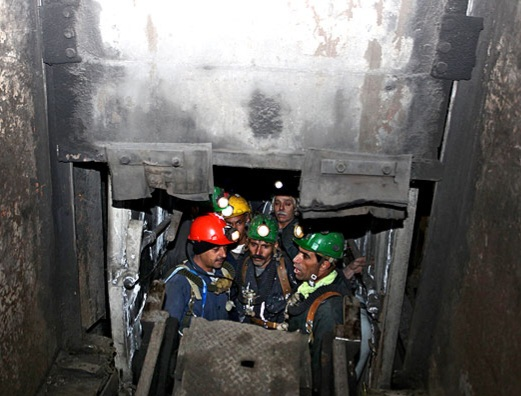
کارگران و امدادگران در حال استفاده از آسانسور جهت امداد رسانی

از نقایص موجود در معدن باب نیزو، که در گزارش این کمیته به آنها اشاره شده است، شرایط بسیار سخت کار، فرسوده بودن تجهیزات، دشواری تنفس در عمق تونل‌ها و استاندارد نبودن سیستم تهویه هوای معدن هستند. این کمیته نوشت که معدن باب نیزو، جزو معادن با احتمال حادثه بالا محسوب می‌شود، ولی متأسفانه دقت‌های لازم توسط وزارتخانه‌های صنایع و معادن و کار و امور اجتماعی صورت نگرفته است.
این معدن در سال ۱۳۸۳ به بخش خصوصی واگذار شد و بدون توجه به تجهیزات و در نبود نظارت کافی از سوی وزارت کار و امور اجتماعی، اقدام به استخراج زغال‌سنگ کرد. با این حال، واگذاری این معدن روند قانونی خود را به‌طور کامل طی نکرده و با تخلف صورت گرفته بود.

## نتایج
در پی شکایت خانواده کشته‌شدگان، شعبه ۱۰۲ دادگاه جزایی زرند به پیگیری و بررسی حادثه پرداخت که در نتیجه آن مقصران در این حادثه به پرداخت دیه در حق اولیا دم و مجازات حبس تعزیری محکوم شدند.